# Brevetto software
Un brevetto software è un brevetto applicato «a ogni prestazione di un computer realizzata per mezzo di un programma per elaboratore».
Globalmente la situazione è piuttosto complessa. Non esiste, infatti, una definizione legale comune tra i vari Paesi. Per esempio in Europa viene negata la registrazione di «programmi per elaboratore in quanto tali»: per ottemperare ai requisiti di brevettabilità previsti dall'EPO (European Patent Organisation) è necessario che il programma apporti un «Ulteriore Effetto Tecnico» tra hardware e software.
La legge statunitense, invece, si limita a escludere la brevettabilità di "idee astratte" negando solo la registrazione di alcuni software.
Il diverso approccio alla concessione dei brevetti software ha portato a un dibattito controverso. Le questioni importanti sui brevetti software sono:
- Il confine tra software brevettabile e non brevettabile:[4]
- Se l'inventiva e il requisito di non-ovvietà sono applicati al software troppo liberamente.[5]
- Se i brevetti che coprono software scoraggiano, anziché incoraggiare l'innovazione.[6]

## Contesto
Il software è protetto in base alla legge nazionale dello stato in cui viene prodotto o distribuito. La normativa europea è armonizzata ma possono esserci differenze applicative che devono essere valutate caso per caso. Un brevetto è un insieme di diritti esclusori concessi da uno Stato a un titolare di un brevetto per un periodo limitato di tempo, di solito 20 anni.
Questi diritti sono concessi ai richiedenti di brevetto in cambio della divulgazione delle loro invenzioni. Una volta che un brevetto viene concesso in un dato paese, nessuno può fare, usare, vendere o importare / esportare l'invenzione da quel paese senza il permesso del titolare del brevetto. L'autorizzazione, qualora concessa, è in genere nella forma di una licenza le cui condizioni vengono stabilite da parte del titolare del brevetto: può essere gratis, in cambio dei diritti d'autore o di una tassa forfettaria.
I brevetti sono di carattere territoriale. Per ottenere un brevetto, gli inventori devono compilare l'applicazione per brevetto in ogni paese in cui desiderano il brevetto. Ad esempio, devono essere compilate applicazioni distinte per il Giappone, la Cina, gli Stati Uniti e l'India se il richiedente desidera ottenere i brevetti in quei paesi. Tuttavia, esistono alcuni uffici regionali, come l'Organizzazione europea dei brevetti (EPO), che agiscono come organismi sovranazionali, con il potere di concedere i brevetti che possono poi essere portati in vigore negli Stati membri della convenzione in questione. Esiste anche una procedura internazionale per la compilazione di una domanda ai sensi del Patent Cooperation Treaty (PCT), che può quindi dar luogo alla tutela brevettuale in molti paesi.
Questi paesi e gli uffici regionali hanno diversi standard per la concessione dei brevetti.

### Unione Europea
L'Organizzazione europea dei Brevetti ha rilasciato molti brevetti su invenzioni basate almeno in parte su software da quando è in vigore, dagli anni settanta, la Convenzione di Monaco sul brevetto europeo.
L'articolo 52 della convenzione esclude esplicitamente i programmi per computer dalla brevettabilità (comma 2), intesi come programmi per computer in quanto tali (comma 3). L'interpretazione data all'articolo è che può essere brevettabile una nuova soluzione tecnica la quale risolve in maniera inventiva (ossia in maniera non ovvia) un problema tecnico.
Nel caso di invenzioni implementate mediante l'utilizzo di un calcolatore, espresse in termini di fasi, per poter ottemperare ai requisiti di brevettabilità vi deve necessariamente essere un ulteriore effetto tecnico che va oltre la normale interazione del software con gli elementi e i dispositivi hardware.
La mancanza di un problema tecnico, consente spesso di poter distinguere un "software" fine a sé stesso (ossia un programma per un computer in quanto tale) da un programma in grado di consentire l'ottenimento di una soluzione tecnica capace di risolvere un problema tecnico in maniera nuova e inventiva rispetto allo Stato dell'arte.
Lo Stato dell'arte è l'insieme di tutto ciò che risulta noto e accessibile al pubblico mediante qualsiasi divulgazione, scritta o orale, fino al giorno prima della data di deposito di una domanda di brevetto.
Ad esempio non è brevettabile un programma che elabora delle immagini.
È invece brevettabile un nuovo algoritmo che permette in maniera nuova e inventiva di elaborare le immagini provenienti da un telescopio, consentendo di aumentare la risoluzione e la qualità delle immagini del telescopio stesso.
Un'invenzione basata su computer che risolve solamente un problema commerciale e non un problema tecnico non è considerata brevettabile.
Tuttavia, il fatto che un'invenzione sia utile nel settore commerciale non significa automaticamente che non sia brevettabile. Questa sottile linea di demarcazione ha portato l'EPO a respingere il brevetto di Amazon.com per inviare un ordine con un singolo clic, ma allo stesso tempo ad autorizzare un brevetto su un metodo per ottenere un indirizzo di posta elettronica per inviare un omaggio. Quest'ultimo caso è però soggetto a contenzioso a posteriori.

### Stati Uniti

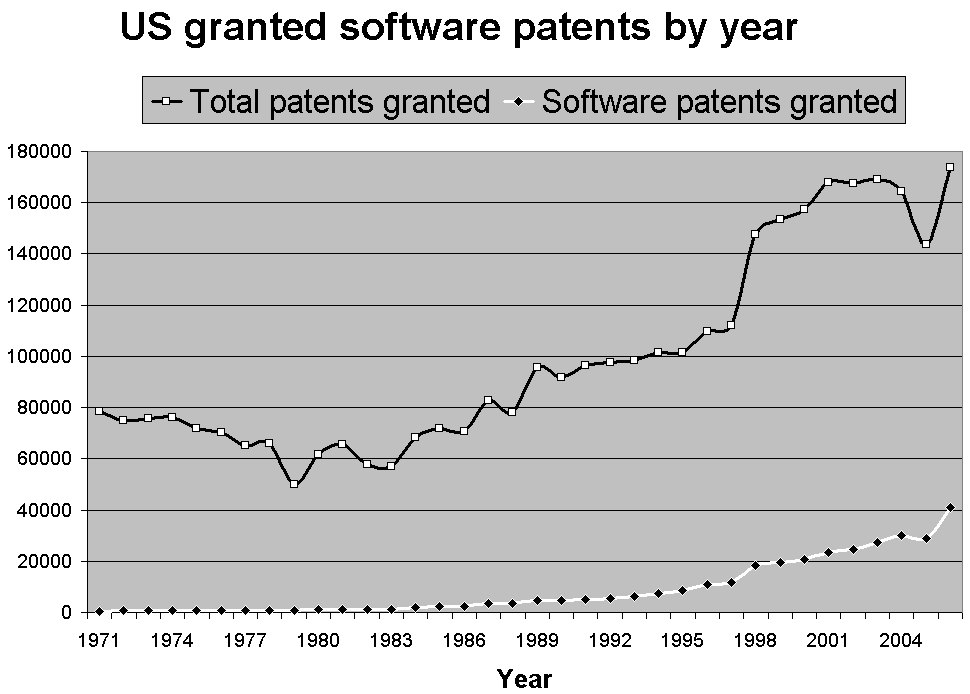
Numero di brevetti software rilasciati negli Stati Uniti (linea bianca) sul totale di brevetti rilasciati per anno (linea nera).

Negli anni cinquanta, sessanta e settanta, l'ufficio brevetti statunitense non ha concesso brevetti per invenzioni basate su elaborati eseguiti da un computer. La ragione era che il brevetto poteva essere concesso solamente a processi, macchine, manufatti, assemblaggi di materiali; non potevano invece essere concessi a enunciati scientifici o alle loro espressioni matematiche. Fintantoché l'ufficio brevetti ha visto i programmi per computer o le invenzioni contenenti o relative a programmi per computer come algoritmi matematici e non processi o macchine, non li ha ritenuti brevettabili.
Questo punto di vista è stato confermato dalla Corte Suprema nei casi Gottschalk contro Benson del 1972 e Parker contro Flook del 1975.
Nel 1981, il caso Diamond contro Diehr la Corte Suprema stabilì che l'ufficio brevetti doveva concedere un brevetto, anche se una parte importante dell'invenzione consiste in un programma per computer che utilizza formule già note ([...] for calculating the time when rubber was cured and the mold could be opened).
La Corte Suprema affermò che in questo caso l'invenzione non era un vero algoritmo matematico ma un processo per fondere la gomma, quindi brevettabile. In seguito e questo evento furono concessi altri brevetti su software anche se con risultati contrastanti e confusi.
La Corte d'Appello del Circuito Federale ha tolto ogni dubbio attraverso una serie di regolamentazioni. La prima (In re Alappat) afferma che un nuovo algoritmo abbinato a un'elementare componente fisica costituisce un nuovo dispositivo fisico. Ne consegue che un calcolatore su cui è caricato un algoritmo originale diventa una “nuova macchina”, brevettabile secondo le tradizionali normative statunitensi sul software.
Ciò venne ulteriormente sostenuta da una seconda norma (In re Lowry) che affermava che le strutture di dati rappresentanti l'informazione contenute in un disco fisso o una memoria deve essere similmente considerata come un dispositivo fisico.
Infine, nella causa State Street contro Signature Financial l'autorità federale ha sentenziato che un calcolo numerico che produce un «risultato utile, concreto e tangibile», come un prezzo, è brevettabile.
La Corte Suprema non si è pronunciata su questo caso. La prima revisione è avvenuta con un parere discordate sul caso LabCorp contro Metabolite. Anche se il certiorari era stato assegnato, la corte lo ha annullato. La difesa ha sostenuto il tema nella legge di brevetti dovrebbe essere ancora definita. Da notare, il verdetto del giudice Breyer affermava:
Egli continua citando espressamente l'affermazione che il software caricato su un calcolatore è un dispositivo fisico:
L'amministrazione Clinton nominò Bruce Lehman commissario dell'ufficio brevetti e marchi nel 1994. Diversamente dal suo predecessore, Lehman non era un avvocato specializzato in brevetti ma uno dei principali lobbisti dell'industria del software (fonte?).
Nel 1995 l'ufficio stabilì alcune linee guida per l'esame e la registrazione di brevetti software, e interpretò le formulazioni delle corti come richieste all'ufficio brevetti di una ampia gamma di circostanze. Sebbene il Congresso non avesse ancora legiferato specificamente che il software fosse brevettabile, la generica definizione di brevettabilità del Patent Act del 1952 e il fatto che il Congresso non abbia ancora emendato le leggi in seguito alle decisioni della Corte in favore della brevettabilità del software sono stati interpretati come indicazione degli intenti del Congresso.

### Italia[11]
La Legge Invenzioni italiana e la sua interpretazione sono armonizzate con la CBE (Convenzione sul Brevetto Europeo), alla quale l'Italia aderisce, e con l'orientamento dell'Ufficio Brevetti Europeo. In conformità all'art. 52 della CBE che afferma che
L'art. 45 Codice della Proprietà Industriale stabilisce che i programmi per elaboratori, considerati come tali, non sono ritenuti come invenzioni. A seguito dell'Accordo TRIPS, che non esclude la brevettabilità del software, ed i recenti sviluppi internazionali (principalmente attuati in Giappone e negli Stati Uniti), che consentono la brevettabilità del software, si sta attualmente affermando una nuova interpretazione dell'art. 52 della CBE che risulta in un restringimento del divieto di brevetto e nel considerare brevettabili quei software di natura tecnica, ovvero invenzioni di software che risolvano problemi tecnici con soluzioni tecnico-operative.
Pertanto, qualora una invenzione di software rappresenti un contributo tecnico allo stato dell'arte, tale invenzione di software è brevettabile all'Ufficio Brevetti Europeo ed anche in Italia. Questo è il caso, ad esempio, di un software inventivo che implementi un procedimento per far funzionare un elaboratore ottimizzandone la gestione delle risorse o che controlli un procedimento di produzione o che attui un procedimento di automazione o che realizzi un metodo di elaborazione di dati che rappresentano entità fisiche.Un Brevetto di Invenzione protegge gli algoritmi e/o la logica soggiacenti al software, indipendentemente dalla sua specifica implementazione.
In conclusione, in Italia, per depositare una domanda di brevetto bisogna:
- compiere un'indagine sullo stato dell'arte esistente, al fine di identificare ricerche o invenzioni preesistenti che possano rendere l'invenzione non brevettabile;
- redigere le rivendicazioni nonché la descrizione completa dell'invenzione secondo la terminologia tecnica e quella giuridica;
- confrontarsi con l'ufficio brevetti di competenza, nazionale o regionale, soprattutto durante l'esame sostanziale della richiesta di brevetto;
- porre in essere le eventuali modifiche richieste dall'ufficio brevetti alla domanda di brevetto.

### Regno Unito
La legge sui brevetti nel Regno Unito viene interpretata per avere lo stesso effetto della European Patent Convention in modo tale che "i programmi per elaboratori" siano esclusi dalla brevettabilità nella misura in cui una domanda di brevetto si riferisce a un programma per elaboratore "in quanto tale". La giurisprudenza corrente nel Regno Unito dichiara che una (presunta) invenzione sarà solo effettivamente considerata come un'invenzione se fornisce un contributo che non è escluso e che è anche tecnico. Un programma per elaboratore che implementa un processo di business non è dunque un'invenzione, ma un programma per computer che implementa un processo industriale potrebbe esserlo.

### Giappone
Le invenzioni in forma di software sono brevettabili. Per qualificarle come invenzioni, però, esse devono implementare "una creazione di idee tecniche utilizzando una legge naturale" anche se questo requisito è solitamente soddisfatto dal "realizzare concretamente il processamento dell'informazione da parte del software usando risorse hardware". Le invenzioni riguardanti il software possono essere considerate ovvie se includono: l'applicazione di un'operazione già conosciuta in altri campi; l'aggiunta di elementi comunemente conosciuti o la sostituzione di questi con elementi equivalenti; l'implementazione in software di funzioni già offerte dall'hardware; la sistematicizzazione delle già conosciute interazioni umane.

### Germania
In Germania nasce nel 1999 la Foundation for a Free Information Infrastructure (FFII) che è un'organizzazione no-profit con sede a Monaco di Baviera, dedicata alla creazione di un libero mercato nella tecnologia dell'informazione, dalla rimozione degli ostacoli alla concorrenza. La FFII ha giocato un ruolo chiave organizzativo e fu molto attiva nella campagna che ha provocato il rifiuto della direttiva sui brevetti software dell'Unione europea nel luglio 2005.
Dopo la vittoria di luglio 2005, la FFII ha continuato a difendere un mercato di software libero e competitivo, lavorando verso adeguati sistemi di brevetti e standard aperti. Attualmente la FFII combatte contro le lobbies di brevetti software, non solo in Europa ma anche in altre parti del mondo.
Nell'aprile 2013 il parlamento tedesco ha adottato una mozione "contro la tendenza degli uffici brevetti ad elargire brevetti sui software".

### Spagna
Nell'aprile 2005 vi fu in Spagna un'organizzazione di movimenti universitari per richiedere il rifiuto della direttiva sul brevetto software e una raccolta di più di 400.00 firme su Internet mediante Eurolinux. In seguito a una votazione nel luglio 2005, il Parlamento Europeo rifiutò la direttiva con 648 voti contrari, 14 a favore e 18 astensioni.
Nel novembre 2014 il Consiglio dei Ministri approva il progetto di Legge sul Brevetto (proyecto de Ley de Patentes) con il quale si proponeva la riforma della Legge Spagnola sul Brevetto, secondo le nuove direttive dell'EPO.

### Cina
Innanzitutto, le "Linee guida per esame dei brevetti" esprimono una chiara distinzione tra il concetto di un programma di computer stesso della presente invenzione riguarda un programma per computer sia: un programma informatico si riferisce a sé stesso per ottenere un determinato risultato e può avere un dispositivo per eseguire la capacità di elaborazione delle informazioni del codice dal computer, ecc. sequenza di istruzioni, o può essere convertita automaticamente in sequenza di istruzioni codificate sequenza di istruzioni simbolico o sequenza di istruzioni simbolica, e l'invenzione si riferisce a un programma per elaboratore si riferisce al problema proposto dall'invenzione, tutta o parte di una base flusso di elaborazione programma per computer, l'esecuzione di un programma per elaboratore preparato dai processi di cui sopra tramite il computer, computer oggetto esterno o un oggetto o di soluzioni di controllo di processo interno.
In secondo luogo, le "Linee guida per l'esame dei brevetti" dal punto di vista sia recensione positiva e negativa dei principi generali della invenzione riguarda un programma per computer sono descritte domande di brevetto. Tra questi, il principio positivo: Se lo scopo riferisce a una soluzione programma informatico domanda di brevetto per l'esecuzione di un programma per computer per risolvere il problema tecnico, un programma per elaboratore in esecuzione sul computer in modo che gli oggetti esterni o interni di controllo e di elaborazione riflette seguire il naturale legge la tecnologia, e, quindi, ottenere un risultato tecnico, in linea con le leggi della natura, tali soluzioni sono soluzioni tecniche, è l'oggetto della tutela brevettuale. principio negativo: In caso di richiesta di brevetto si riferisce solo un programma per computer algoritmo o regole matematiche, o per sé o semplicemente registrare in un vettore (come nastri magnetici, dischi magnetici, dischi ottici, dischi magneto-ottici, ROM, PROM, VCD, DVD o altro il programma per computer mezzi leggibili da computer), o le regole del gioco e le modalità, regole e metodi appartengono alla attività intellettuale del reclamo non appartiene all'oggetto della tutela brevettuale.
Anche in questo caso, "Linee guida per brevetti esame" a titolo di esempio sotto forma di domande di brevetto citati quattro specifico tipo di invenzione è brevettabile si riferisce a un programma per computer, vale a dire: un programma informatico di applicazioni di controllo di processo industriale per brevetti di invenzione, si riferisce al miglioramento dei sistemi informatici domande di brevetto invenzione prestazione interna di un programma per elaboratore, che coinvolge l'elaborazione dei dati del programma di computer invenzioni tecniche esterne e domande di brevetto coinvolgono misurazioni o prove brevetto programma per computer di controllo di processo per l'invenzione.
Infine, coinvolgendo carattere cinese metodo e applicazione metodo di brevetto di input dei caratteri cinesi di computer per un'invenzione "orientamenti di esame dei brevetti" che si riferisce solo metodo di codifica dei caratteri cinesi del presente Regolamento domanda di brevetto invenzione e metodi appartenenti alla attività intellettuale di codifica, l'oggetto non appartiene alla protezione dei brevetti. Tuttavia, se un particolare metodo di codifica dei caratteri della tastiera e il metodo di codifica possono essere usati in combinazione, il cinese metodo di input dei caratteri quali computer o metodo di elaborazione delle informazioni cinese di computer che costituiscono soluzioni tecniche, regole e metodi per attività mentali non appartiene più a noi, ma alla tutela brevettuale oggetto.

### Altri Stati
In India, una clausola per introdurre i brevetti software fu soppressa dal parlamento indiano nell'aprile del 2005.
In Australia, tecniche di business pure o astratte non sono brevettabili, ma se il metodo è stato implementato usando un computer prescinde da tale esclusione.
In Nuova Zelanda i programmi per computer non sono brevettabili secondo la proposta di legge sui brevetti del 2010, ma le linee guida che permettono l'inclusione del software dovranno essere abbozzate dopo l'approvazione di tale legge.
Nelle Filippine, "schemi, regole e metodi per l'esecuzione di azioni mentali, per giocare o commerciare, e i programmi per computer" non sono invenzioni brevettabili secondo il "Codice sulla Proprietà Intellettuale delle Filippine".
In Corea del Sud, il software è considerato brevettabile e molti brevetti riguardanti "programmi per computer" sono già stati pubblicati.
In Africa meridionale i "programmi per computer" non sono riconosciuti come invenzioni brevettabili secondo la sezione 25 della legge sudafricana sui brevetti, Art. 57 del 1978". n ogni caso questa restrizione è applicabile solo al software "puro" e non implica la non brevettabilità di un metodo, algoritmo, prodotto o processo implementato su un computer, purché esso, oltre ad essere inventivo, sia anche innovativo e originale.
In Canada, i tribunali hanno ritenuto che l'uso di un computer solo non dà e nemmeno riduce la brevettabilità di un'invenzione. Tuttavia, secondo la posizione dell'Ufficio brevetti canadese (CIPO), quando un computer è un "elemento essenziale" delle rivendicazioni di un brevetto, l'invenzione rivendicata è generalmente materia brevettabile.
Nella Federazione Russa, ai sensi dell'articolo 1350 del codice civile, non sono brevettabili:

## Il primo brevetto software
Il 21 maggio 1962, nel Regno Unito, è stata depositata una domanda di brevetto per un "computer predisposto alla soluzione automatica di problemi di programmazione lineare". L'invenzione riguardava una gestione efficiente della memoria tramite l'algoritmo del simplesso. Il brevetto fu concesso il 17 agosto 1966 e fu uno dei primi brevetti software.

## Brevettabilità del software o Diritto d'autore?
Fin dalle origini i programmi per computer sono stati sottoposti alla normativa sul diritto d'autore in quanto ritenuti opera dell'ingegno a carattere creativo al pari di opere letterarie, musica, eccetera.
Diversi enti esercitano forti pressioni affinché il software venga invece considerato alla pari delle invenzioni in quanto procedura o tecnica con carattere di originalità, rispondente dunque alla definizione di invenzioni implementate tramite computer.
Tra i due approcci ci sono enormi differenze ai fini pratici.
- Il diritto d'autore è riconosciuto automaticamente all'autore, che non deve fare alcuna azione né spendere alcuna cifra per vedere riconosciuto questo diritto (oltre, naturalmente, a dimostrare di essere l'autore dell'opera).
- L'attribuzione di un brevetto deve essere invece richiesta esplicitamente a un ufficio brevetti, effettuando preventivamente una ricerca per verificare l'originalità della propria creazione, il che può comportare un esborso economico considerevole[30].
- Se il software fosse brevettabile, dovrebbe essere considerato un prodotto industriale e come tale dovrebbe essere fornito con garanzia di due anni e renderebbe il produttore responsabile dei danni provocati da eventuali malfunzionamenti (ogni clausola di limitazione di responsabilità sarebbe automaticamente nulla)[31].
- Il diritto d'autore tutela il programma come se fosse un'opera letteraria, ciò significa per il modo in cui è scritto, per cui ogni volta che viene scritto un programma che esegue la stessa funzione, applicando le stesse fasi, ma utilizzando una scrittura differente, non si ha violazione di copyright.[32]
- Il brevetto invece tutela il programma, sempre che ci sia un effetto tecnico, come metodo e quindi da un punto di vista della sequenza logica delle fasi che vengono eseguite, sia che siano espresse in forma logica o in forma di algoritmo.[32]

Un'associazione di due milioni di aziende europee ritiene che l'eventualità di ammettere la brevettabilità del software rappresenti un grave rischio per l'innovazione, la produttività e l'occupazione in Europa.
Nel 2002 la Commissione Europea fece una proposta relativa alla brevettabilità delle invenzioni attuate per mezzo di elaboratori elettronici, la quale proponeva di legittimare i brevetti di software. Tale proposta, però, fu bocciata a causa della pressione delle piccole e medie imprese, le quali ritenevano potesse essere un vantaggio per le multinazionali.
Per concludere, ricordiamo le parole di Fritzs Machlup, economista austriaco incaricato di analizzare il sistema brevettuale americano, sulla questione della brevettabilità del software:
"Se non avessimo un sistema brevettuale, sarebbe irresponsabile raccomandare di istituirne uno. Visto che già lo abbiamo da tanto tempo, sarebbe irresponsabile raccomandarne l'abolizione"

## Argomentazioni a favore del brevetto software
Intorno al brevetto software si è creato un vero e proprio dibattito. Tra le argomentazioni a favore troviamo:

### Benefici economici
- I brevetti software derivanti dalla produzione di idee brevettabili possono aumentare il valore delle piccole imprese[34].
- I brevetti software assicurano il flusso di conoscenze che sono necessarie per il progresso della società[35].

### Protezione
- Negli Stati Uniti, il Congresso ha stabilito che "ogni cosa fatta dall'uomo alla luce del sole" merita brevettabilità[36], al fine di promuovere l'innovazione.

### Comunicazione al pubblico
- Un brevetto deve comunicare pubblicamente l'invenzione. Questo potrebbe educare il pubblico rendendolo più consapevole di brevetti o invenzioni già esistenti.

### Limiti del copyright
Per provare l'infrazione del copyright è necessario inoltre dimostrare che la copia sia effettivamente avvenuta, cosa non sempre facile. Per i brevetti questo ulteriore passaggio non è necessario.

## Argomentazioni contrarie al brevetto software
Coloro che si oppongono al software sostengono che:

### "Il software è matematica"
Il software è un algoritmo trascritto in un linguaggio di programmazione, in virtù della tesi di Church-Turing, esso è esprimibile tramite una funzione matematica. Siccome la matematica non è brevettabile, nemmeno il software dovrebbe esserlo.

### "Il brevetto software incoraggia lepatent ticket"
Le "patent ticket" (letteralmente "selve di brevetti") sono delle dense reti di brevetti che un'azienda deve sbrogliare per poter sviluppare una nuova tecnologia. Ad esempio quando i brevetti di una singola innovazione sono detenuti da più proprietari o quando un prodotto è protetto da numerosi brevetti. Questi sono iter così intricati da attraversare che rallentano l'innovazione e scoraggiano le piccole aziende o i singoli a entrare nell'industria del software.

### "Ostacola la ricerca e lo sviluppo"
- Alcuni studi scientifici hanno dimostrato che il sistema dei brevetti paradossalmente rallenta il progresso tecnologico e permette a monopoli e grosse imprese di escludere gli altri dall'industria scientifica, in maniera inconciliabile con le leggi anti-trust.[39]
- Gary Becker, premio Nobel per l'economia, ha affermato che "La loro [delle grandi imprese] esclusione dal sistema dei brevetti potrebbe prevenire alcune innovazioni nel campo software, ma quanto risparmiato dalle cause sulla paternità dei brevetti, ripagherebbe l'economia".

### Costo e perdita dei fondi di ricerca e sviluppo
- Un programmatore software deve assumere un avvocato che compia delle ricerche per verificare che la sua opera sia originale e quindi brevettabile, ma non c'è garanzia sulla correttezza di questa ricerca. Infatti, diversi brevetti e diverse domande di brevetto pubblicate possono usare delle parole diverse per descrivere gli stessi concetti, quindi brevetti che coprono alcuni aspetti dell'invenzione potrebbero non venire trovati. Questa ricerca, essendo molto costosa, potrebbe risultare come un investimento troppo oneroso per piccole aziende o per inventori singoli.[30]
- In America uno studio del 2008 ha dimostrato che i guadagni dei brevetti (escludendo quelli farmaceutici) nel 1999 ammontavano a 4 miliardi di dollari, i costi delle cause legali sui brevetti a 14 miliardi di dollari.[40]
- I programmatori e le manifatture hardware sono costrette a pagare le licenze sui cosiddetti "brevetti essenziali", cioè gli standard brevettati come H.264, MP3, GIF e il JPEG.

### Copyright
- Molti sostengono che il copyright ha già garantito protezione sufficiente a massicci investimenti nell'industria software.
- Il copyright impedisce che terzi scoprano il lavoro creativo degli autori senza una licenza. Perciò un programmatore può perseguire legalmente una persona che si appropria del suo codice senza la licenza. Il copyright viene dato automaticamente all'autore, senza bisogno di registrare la propria opera, inoltre, la propria invenzione può rimanere segreta.
- Per essere brevettabili, le invenzioni relative ai programmi per elaboratore devono fornire un “contributo tecnico”, definito nella Proposta di Direttiva, presentata dalla Commissione Europea, come “contributo allo stato dell'arte, in un settore tecnico, giudicato non ovvio da una persona competente nella materia” (art. 2b). Tale contributo tecnico “è valutato considerando la differenza tra l'oggetto della rivendicazione di brevetto nel suo insieme, i cui elementi possono comprendere caratteristiche tecniche e non tecniche, e lo stato dell'arte” (art. 4 comma 3). Qualora il software non soddisfi tale requisito, è in ogni caso proteggibile mediante il diritto d'autore.[41]
- Le principali differenze tra la tutela brevettuale e quella mediante diritto d'autore riguardano il modo d'acquisizione, la durata dei diritti e gli strumenti di difesa. In sintesi, "il brevetto permette lo sfruttamento della creazione con riguardo al suo contenuto; il diritto d'autore, invece, protegge la forma dell'espressione creativa, a prescindere dal contenuto in essa racchiuso[42]".

#### "Brevetti banali"
- Dai dati raccolti risulta che i brevetti software spesso coprono invenzioni banali e scontate per le persone competenti del settore[43].
- Gli esaminatori raramente hanno una conoscenza approfondita delle tecnologie specifiche riferite al brevetto che analizzano. Ciò è in gran parte dovuto all'enorme numero di micro-nicchie nel campo del software e del numero relativamente limitato di esaminatori. Così le invenzioni brevettate risultano spesso essere estensioni banali di tecnologie preesistenti[44].

### "Il software è diverso"
- Il software è realizzato pensando a una precisa funzione da svolgere.[45]
- Il software è un componente della macchina.[45]
- Il software determina il modo di costruzione della macchina, che viene assemblata per svolgere le sue funzioni.[45]

### "Svantaggia l'open source"
La comunità open source osteggia l'imposizione di brevetti perché essi impediscono o rallentano la circolazione del free software. Infatti sostengono che i brevetti siano volti a minare la circolazione del F/OSS, ignorando le innovazioni derivate da collaborazioni F/OSS.

### "L'utilità dei brevetti software è limitata"
Alcuni brevetti software pubblicati sono definiti come difficili da leggere da alcuni programmatori, perciò i brevetti sono raramente utilizzati come risorsa tecnica.

### "Il processo d'esaminazione dei brevetti è troppo lento"
- Nel 2014, la media di giacenza delle domande di brevetto nel dipartimento "Computer Architecture, Software & Information Security" dell'Ufficio Brevetti Americano era di 2 anni, 7 mesi e 7 giorni.[47]
- In Europa, nel 2005, il tempo medio di approvazione di una domanda per un brevetto era di 4 anni.

Chiaramente queste tempistiche sono troppo lente per il mondo software che muta costantemente.